# Rock Point
Rock Point è una località degli Stati Uniti d'America, situata nella contea di Apache, nello Stato dell'Arizona.